# Messier 10
Messier 10 (také M10 nebo NGC 6254) je kulová hvězdokupa v souhvězdí Hadonoše s magnitudou 6,6 a zdánlivým průměrem 20'. Objevil ji Charles Messier 29. května 1764. Od Země je vzdálena 14 300 světelných let.

## Pozorování

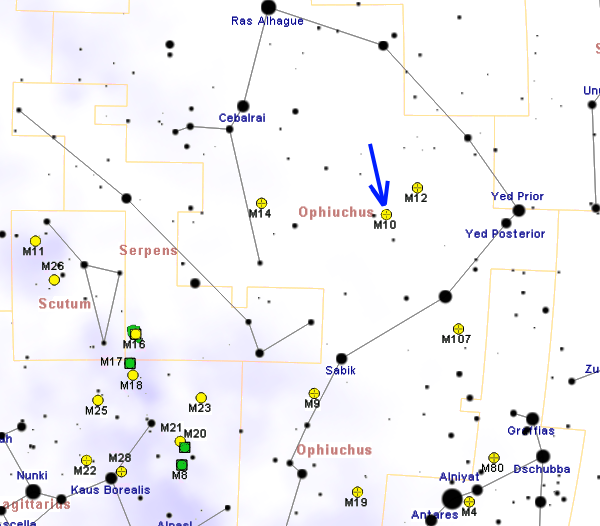
Poloha M 10 v souhvězdí Hadonoše.

Vyhledání hvězdokupy je poněkud obtížnější, protože leží osamocená daleko od jasných hvězd. Nachází se ve střední části souhvězdí 10° východně od hvězdy 3. magnitudy Yed Posterior (ε Oph). Díky její magnitudě 6,6 je hvězdokupa snadno viditelná i triedrem jako mléčná skvrna. Při použití dalekohledů o průměru 150 mm a větším se hvězdokupa začíná rozkládat na jednotlivé hvězdy a má tedy zrnitý vzhled. Dalekohledy od průměru 200 mm ji ukážou ještě lépe.
Poblíž se nachází další kulové hvězdokupy, například 3° severozápadně leží Messier 12, 10° východně Messier 14 a 11° jihozápadně Messier 107.
Hvězdokupa je snadno pozorovatelná ze všech obydlených oblastí Země, protože leží velmi blízko nebeského rovníku. Je tedy jedno, z jaké zemské polokoule je sledována a o její výšce nad obzorem rozhoduje zejména deklinace místa pozorování, ať už je na severní nebo jižní polokouli. Nejvhodnější období pro její pozorování na večerní obloze je od května do září.

## Historie pozorování
Hvězdokupu objevil Charles Messier 29. května 1764, který ale nepoznal, že jde o hvězdokupu a popsal ji takto: "Mlhovina bez hvězd v oblasti pasu Hadonoše, blízko hvězdy s označením 30 Oph. Tato mlhovina je pěkná a kulatá, pouze obtížně viditelná v dalekohledu dlouhém 3 stopy". Na hvězdy ji jako první rozložil William Herschel.

## Vlastnosti
Messier 10 patří mezi kulové hvězdokupy blízké k Zemi, protože leží ve vzdálenosti 14 300 světelných let, takže i když má skutečný průměr pouze 83 světelných let, její zdánlivý průměr poměrně velký a srovnatelný s téměř polovinou Měsíce v úplňku.
Ve hvězdokupě bylo nalezeno málo proměnných hvězd, pouhé 3. Nejjasnější členové hvězdokupy jsou 13. magnitudy. Hvězdokupa se od Slunce vzdaluje rychlostí 75 km/s.